# Pep Elias
Pep Elias i Gàlvez (Igualada, 1967) és un escriptor i periodista català. Llicenciat en filologia catalana, ha publicat diverses obres, combinant novel·la i relats. Al llarg de la seva trajectòria s'ha dedicat al periodisme, sector en què ha treballat a Regió 7 i ha col·laborat en nombrosos mitjans locals i comarcals, com La Veu de l'Anoia i la revista d'Igualada. En l'àmbit docent, ha fet de professor del Màster de Literatura en l'Era Digital de la UB i ha impartit cursos d'escriptura creativa. També ha treballat al Consorci per a la Normalització Lingüística. En l'àmbit institucional, ha dirigit l'Oficina de Comunicació del Departament de Cultura de la Generalitat de Catalunya i ha estat cap Comunicació de l'Ajuntament d'Igualada, durant un període que inclou la gestió informativa del tancament perimetral de la Conca d'Òdena a causa de la pandèmia de Covid-19. Ha format part del gabinet de la presidenta del Parlament Laura Borràs, també com a responsable de comunicació.
Per la seva obra escrita, ha rebut diversos premis, entre els quals destaca el Premi Ciutat de Mollerussa o el Rei en Jaume de narrativa breu. La seva novel·la "Olor de gas" va ser adaptada al teatre en una versió produïda pel Teatre de l'Aurora el 2013, interpretada per l'actor Joan Valentí Arxivat 2019-10-23 a Wayback Machine. i dirigida per Marc Hervàs

## Publicacions
- Literalment incapaç de matar una mosca[1]
- Olor de gas (Pagès Editors)
- IHC, de l'Astòria a les Comes (coautor)
- Amb sense tu (Voliana, 2017)

## Premis i reconeixements
- Premi Rei en Jaume de Narrativa Breu
- Premi Ciutat de Mollerussa de novel·la breu 2010 per Olor de gas.[5]